# 律藏
律藏（巴利语、梵語：Vinayapiṭaka；藏語：'dul ba'i sde snod），又稱毗奈耶藏，佛教術語，為三藏之一，是毗奈耶的集合，內容是有關佛教戒律的規定與討論。《律藏》被認為是僧伽的依怙。《律藏》講述制定戒律的原因及意義，亦記載了從佛教創建之初逐漸發展的歷史，佛陀的一生及教化情況。它間接地提供了古印度歷史、風俗習慣、古老藝術及科學等資料。

## 律藏成書
佛滅三個月後的一個雨安居期，由摩揭陀國主阿闍世王贊助，大迦葉尊者主持，阿難尊者誦經藏，優婆離尊者誦出律藏。在佛滅二百年左右，阿育王派摩哂陀尊者及僧團前往錫蘭弘法，帶了三藏前往。在錫蘭的第四次结集，律藏被刻入貝葉上。

## 作用
戒律是依據佛陀為榜樣而制定的，以便僧人能彷效佛陀的榜樣。僧侶信守戒條，可使心靈淨化，易於覺悟。佛陀提出戒律，不但為了促進僧人的善行，也為了使僧侶得到其他宗派人士尊敬。僧侶堅守戒律，可使僧侶和俗人建立更好關係，並促進僧伽內部的和諧、純潔和統一。

## 律藏傳承
現今佛教的三大传承中，南傳上座部源於分別說部，所用的律藏，稱為上座部律或銅鍱律。現今錫蘭、緬甸、泰國及東西方傳承南傳佛教的僧團都通用。
漢傳佛教有律分五部的傳說，譯出了印度不同部派的毗奈耶，形成了各種不同的律藏。傳統上，漢傳佛教曾盛行過法藏部的《四分律》、說一切有部的《十誦律》與大眾部的《摩訶僧祇律》，《四分律》在後來成為主流，盛行於東亞佛教，律宗就是以研習《四分律》為主。
除了印度傳來的戒律外，禪宗制定了自己寺院的規則，稱為「清規」，如百丈清規、禪苑清規等。此外，由於大乘經論的盛行，也傳揚菩薩戒作為守護菩提心的戒律，菩薩戒的有關規定分散在大乘佛教的經、論中，主要是依照《瑜伽師地論》的《菩薩地持經·戒品》、《梵網菩薩戒經》、《虛空藏菩薩經》而制定。
藏傳佛教的形成較晚，以根本說一切有部律為主。在顯教戒律之外，因為密宗盛行，藏傳佛教也很注重三昧耶戒。

### 汉传佛教的律藏
- 化地部的《彌沙塞部和醯五分律》，
- 大眾部的《摩訶僧祇律》，
- 法藏部的《四分律》，
- 說一切有部的《十誦律》，
- 根本說一切有部《根本說一切有部毘奈耶》

《中華律藏》共六十冊，由中國佛教協會會長傳印法師主編，內容涵蓋當代律部文獻，並收錄藏外律部文獻等。

### 上座部佛教的律藏
上座部佛教（南传佛教）《巴利三藏》的《律藏》依内容可分为三大部分：经分别（Sutta-vibhaṅga）、犍度（Khandhaka）和附随（Parivāra）。《律藏》通常分为五大册： 《波羅夷》（parajikapali）、《波逸提》（pacittiyapali）、《大品》（mahavaggapali）、《小品》（cullavaggapali）、《附篇》（parivarapali）。

#### 規定
佛教制度中半月誦戒主要進行羯磨和誦出戒文。羯磨相同於業，即是做“如有犯戒者必須先行發露懺悔”等事情。比丘羯磨時，在誦戒律條文時，無須清場，比丘尼、沙彌、沙彌尼、居士等可在場旁聽，只是在要懺悔時，則其他人等需離開。

#### 经分别
上座部的巴利律藏的《经分别》的“经”是指《比丘波罗提木叉》（Bhikkhupātimokkha）和《比丘尼波罗提木叉》（Bhikkhunī-pātimokkha）两部戒经（又作本母）。“经分别”即依制戒因缘、文句分别、犯例举要、犯与不犯等，逐条解释比丘的227条学处和比丘尼的311條学处。“经分别”侧重在“止持”（vāritta），即为佛世尊所禁止、不能做的行为，比如比丘不能行淫、不能杀生、不能接受金银钱、不能非时食等等。比丘尼另加多四條：不能有情欲磨擦、不能覆藏過錯、不能隨舉三諫仍不捨、不能連做八件事。 
- 《经分别》分为《波罗夷》和《波逸提》两册。
- 《波罗夷》（Pārājika），意譯是驅擯：解释比丘的四条波罗夷（pārājika），比丘尼的八條驅擯戒。
- 僧伽婆沙（saṅghādi-sesa）、意譯為僧殘：觸釋比丘的十三條僧殘戒及比丘尼的十七條僧殘戒。

二不定（aniyata），只有比丘戒，此二條不通比丘尼戒。
- 泥薩祇波逸提（nissaggiya pācittiya），比丘有三十條。比丘尼亦有三十條，比丘與比丘尼共通的有十九條。
- 《波逸提》（Pācittiya）：解释比丘的九二条波逸提（pācittiya），有十九條不通比丘尼戒; 比丘尼有一六六條，有七二條與比丘戒同。
- 悔过：比丘有四條，比丘尼二條。
- 众学法（sekhiya）：比丘與比丘尼共通七五條。
- 滅淨法 （Adhikaraṇasamathā）：比丘與比丘尼通七條滅淨法。

法藏部的四分律，共有六十卷。姚秦佛陀耶舍，竺佛念共譯。佛滅後百年，法正尊者（又曰法護尊者，梵名曇無德）於上座部之律藏中契同己見者，采集成文，隨說所止，而為一分，四度完結，故稱為四分律。初分二十卷，二分十五卷，三分十四卷，四分十一卷。比丘的四條驅擯及比丘尼的八條驅擯戒與巴利律藏相等。比丘僧殘有十三條，比丘尼十七條。比丘有二不定，不通比丘尼戒。比丘與比丘尼皆是三十條尼薩耆波逸提法。比丘有九十條波逸提法，比丘尼有一七八條。

#### 犍度
上座部巴利律藏的《犍度》侧重在“作持”（caritta），即佛世尊制定应当做的行为。比如应当如何让人出家、达上，僧团应当如何进行诵戒，袈裟应当如何缝制，住所应当如何建造等等。
《犍度》分为《大品》和《小品》两册。大品共有十犍度，小品有十二犍度。

#### 附随
上座部巴利律的《附随》独立为一册。《附随》相当于律藏的附录，依不同的方式和角度对“经分别”和“犍度”进行分析、说明。从律文的体裁以及第一分中所列出的历代传承名单来看，此“附随”部分应该是在兰卡岛最后编写成的。 
- 《附随》（Parivāra），相当于附录，一共分为19品，以不同的方式解释前面的戒律内容。

#### 制戒十利
1954年的緬甸第六次結集《巴利三藏·律藏》：
诸比丘，缘于十义，我为比丘们制定学处：
1. 为了僧团的优越，为了僧团的安乐；
2. 为了折服无耻之人，为了善行比丘们的安住；
3. 为了防护现法诸漏，为了防御后世诸漏；
4. 为了无信者生信，为了已信者增长；
5. 为了正法住立，为了资益于律。——Pr.39

比丘戒：
為十種利益，比丘們，為比丘制定學處。
1. savghasutthutaya 為僧團的清淨
2. savghaphasutaya 為僧團的和樂
3. dummavkunam puggalanam niggahaya 為調伏眾惡人
4. pesalanam bhikkhunam phasuviharaya 為比丘眾的安樂住
5. diṭṭhadhammikānaṃ āsavānaṃ saṃvarāya 為防止現世諸漏
6. samparāyikānaṃ āsavānaṃ paṭighātāya 為擊退來世諸漏
7. appasannānaṃ pasādāya為引導沒有信心的人生起信心
8. pasannānaṃ bhiyyobhāvāya 為引導已生信心的人更增長
9. saddhammaṭṭhitiyā 為正法久住
10. vinayānuggahāya 為受持戒律

比丘尼戒：
為十種利益，比丘們，我為比丘尼制定學處。
1. saṅghasuṭṭhutāya 為女性僧團的清淨
2. saṅghaphāsutāya 為女性僧團的和樂
3. dummaṅkūnaṃ bhikkhunīnaṃ niggahāya 為調伏眾惡比丘尼
4. pesalānaṃ bhikkhunīnaṃ phāsuvihārāya 為比丘尼眾的安樂住
5. diṭṭhadhammikānaṃ āsavānaṃ saṃvarāya 為防止現世諸漏
6. samparāyikānaṃ āsavānaṃ paṭighātāya 為擊退來世諸漏
7. appasannānaṃ pasādāya 為引導沒有信心的人生起信心
8. pasannānaṃ bhiyyobhāvāya 為引導已生信心的人更增長
9. saddhammaṭṭhitiyā 為正法久住
10. vinayānuggahāya 為受持戒律

### 居士活动

#### 禁忌
佛教制度中半月誦戒主要進行羯磨和誦出戒文。
羯磨（梵語：karma）就是做“如有犯戒者必須先行發露懺悔”等事情。比丘羯磨時必須先清場，比丘尼、沙彌、沙彌尼、居士等不得在場：
〔九〕任何比丘，将某比丘之粗罪，向未受比丘戒者说的，除非得到该比丘同意外，波逸提罪。粗罪者：四波罗夷及十三僧伽婆尸沙。——《巴利三藏·律藏·九十二波逸提法（pācittiya）·第一·妄语品》

#### 读律
南传佛教《巴利三藏》未有任何禁止居士读律的记载，南传上座部佛教讚同居士阅读全部律藏。南传上座部僧团亦鼓励在家居士学习和了解比丘学处，部份寺院更制定僧俗互動需要的手冊，讓居士了解比丘戒律，以便更適當地護持出家眾。居士亦可問出家眾有關出家戒的問題，南傳出家眾亦會解答。
诸比丘，这三种东西是毫无隐瞒的照耀给人们看的。三者为何？一为明月、二为炎阳、三为如来经、律也。——《巴利三藏·增支部·第3.13.129经》
《巴利三藏·长部·沙门果经》（Samannaphala Sutta）中，佛陀向在家人阿阇世（Ajātasattu）详细解说了“比丘如何具足戒行”的“小分戒、中分戒、大分戒”。 
漢傳佛教有「白衣不得聞律」、「不為未受具足戒者說」的說法。不過，根據四分律註疏，「不為未受具足戒者說」，此處所指的說戒，必作羯磨。所以若只是聽聞、讀到戒律，而非「共羯磨說戒」則不成障。另外元照律師稱古來高僧，多有在俗先披大藏；今時信士，多亦如之。